# Centaurea turkestanica
Centaurea turkestanica — вид квіткових рослин родини айстрових (Asteraceae). Ареал: Афганістан, Казахстан, Киргизстан, Таджикистан, Узбекистан.